# Trochosa alpina
Espèce
Trochosa alpina est une espèce d'araignées aranéomorphes de la famille des Lycosidae.

## Distribution
Cette espèce est endémique de Chongqing en Chine,. Elle se rencontre dans le xian de Wuxi.

## Description
Le mâle holotype mesure 9,26 mm et la femelle paratype 15,23 mm, les mâles mesurent de 8,54 à 10,35 mm et les femelles de 12,37 à 16,85 mm.

## Systématique et taxinomie
Cette espèce a été décrite par Zhang et Zhang en 2025.

## Publication originale
- Zhang & Zhang, 2025 : « On two wolf spiders from Yintiaoling Nature Reserve of Chongqing, China (Araneae, Lycosidae). » Zootaxa, no 5652(1), p. 95-102.